# Scoliacma hampsoni
Scoliacma hampsoni är en fjärilsart som beskrevs av George Thomas Bethune-Baker 1904. Scoliacma hampsoni ingår i släktet Scoliacma och familjen björnspinnare. Inga underarter finns listade.